# Markus Dravs
Markus Dravs é um produtor musical. Ele trabalhou em vários álbuns de sucesso, incluindo Nerve Net de Brian Eno, Wah Wah dos James, Homogenic de Björk e Neon Bible dos Arcade Fire. Recentemente ele trabalhou com o Coldplay no álbum, Viva la Vida or Death and All His Friends.